# Shadow DN12
Shadow DN12 – samochód Formuły 1, zaprojektowany przez Vika Morrisa i Chucka Graemingera dla zespołu Shadow. Kierowcami samochodu byli Dave Kennedy i Geoff Lees. Samochód został zbudowany w pośpiechu po tym, gdy okazało się, że model DN11 osiąga złe wyniki. Nie był jednak rozwijany w trakcie sezonu. Wziął udział w trzech Grand Prix, ale ani razu nie zakwalifikował się do wyścigu. Po Grand Prix Francji zespół wycofał się z rywalizacji w Formule 1.
Zbudowano dwa modele DN12. Poza oficjalnymi mistrzostwami Formuły 1 model ścigał się również w kilku wyścigach niewliczanych do klasyfikacji mistrzostw.
Samochody zostały w 1981 roku zakupione przez właściciela Theodore Racing, Teddy'ego Yipa, i przemianowane na Theodore TY01, który to model ścigał się w sezonie 1981.

## Wyniki w Formule 1
| Legenda oznaczeń w tabelach wyników Wyświetl szablon na nowej stronie | Legenda oznaczeń w tabelach wyników Wyświetl szablon na nowej stronie                                                                     |
| Oznaczenie                                                            | Wyjaśnienie |
| --------------------------------------------------------------------- | --- |
| Złoty                                                                 | Zwycięzca lub mistrzostwo |
| Srebrny                                                               | 2. miejsce lub wicemistrzostwo |
| Brązowy                                                               | 3. miejsce lub II wicemistrzostwo |
| Zielony                                                               | Ukończył, punktował (w klasyfikacji generalnej, gdy zdobył co najmniej jeden punkt na przestrzeni sezonu, poza trzema powyższymi opcjami) |
| Niebieski                                                             | Ukończył, nie punktował (w klasyfikacji generalnej, gdy nie zdobył co najmniej jednego punktu na przestrzeni sezonu)                      |
| Czerwony                                                              | Nie zakwalifikował się (NZ) |
| Czerwony                                                              | Nie prekwalifikował się (NPK) |
| Różowy                                                                | Nie ukończył (NU) |
| Różowy                                                                | Niesklasyfikowany (NS) (w klasyfikacji generalnej, gdy nie został sklasyfikowany w żadnym wyścigu sezonu)                                 |
| Czarny                                                                | Zdyskwalifikowany (DK) |
| Czarny                                                                | Wykluczony (WYK/EX) |
| Biały                                                                 | Nie wystartował (NW) |
| Biały                                                                 | Kontuzjowany (K/INJ) |
| Biały                                                                 | Wyścig odwołany (OD/C) |
| Bez koloru                                                            | Został wycofany (WYC/WD) |
| Bez koloru                                                            | Nie przybył (NP/DNA) |
| Bez koloru                                                            | Nie brał udziału w treningach (NT/DNP) |
| Bez koloru                                                            | Nie został zgłoszony (–) |
| Pogrubienie                                                           | Start z pole position |
| Kursywa                                                               | Najszybsze okrążenie wyścigu |
| †                                                                     | Nie ukończył, ale jego rezultat został zaliczony ze względu na przejechanie więcej niż 90% dystansu wyścigu.                              |
| *                                                                     | Sezon w trakcie |
| 1/2/3                                                                 | Punktowana pozycja w sprincie kwalifikacyjnym                                                                                             |
| Lista systemów punktacji Formuły 1                                    | |

| Sezon | Zespół          | Silnik  | Opony | Kierowcy     | 1   | 2   | 3   | 4   | 5   | 6   | 7   | 8   | 9   | 10  | 11  | 12  | 13  | 14  | Punkty | Miejsce |
| ----- | --------------- | ------- | ----- | ------------ | --- | --- | --- | --- | --- | --- | --- | --- | --- | --- | --- | --- | --- | --- | ------ | ------- |
| 1980  | Shadow Cars     | Ford V8 | G     |              | ARG | BRA | RSA | USW | BEL | MON | FRA | GBR | DEU | AUT | NED | ITA | CAN | USA | 0      | –       |
| 1980  | Shadow Cars     | Ford V8 | G     | Geoff Lees   |     |     |     |     | NZ  |     |     |     |     |     |     |     |     |     | 0      | –       |
| 1980  | Theodore Shadow | Ford V8 | G     | Geoff Lees   |     |     |     |     |     | NZ  | NZ  |     |     |     |     |     |     |     | 0      | –       |
| 1980  | Theodore Shadow | Ford V8 | G     | Dave Kennedy |     |     |     |     |     |     | NZ  |     |     |     |     |     |     |     | 0      | –       |